# Friedrich Maximilian Schoop

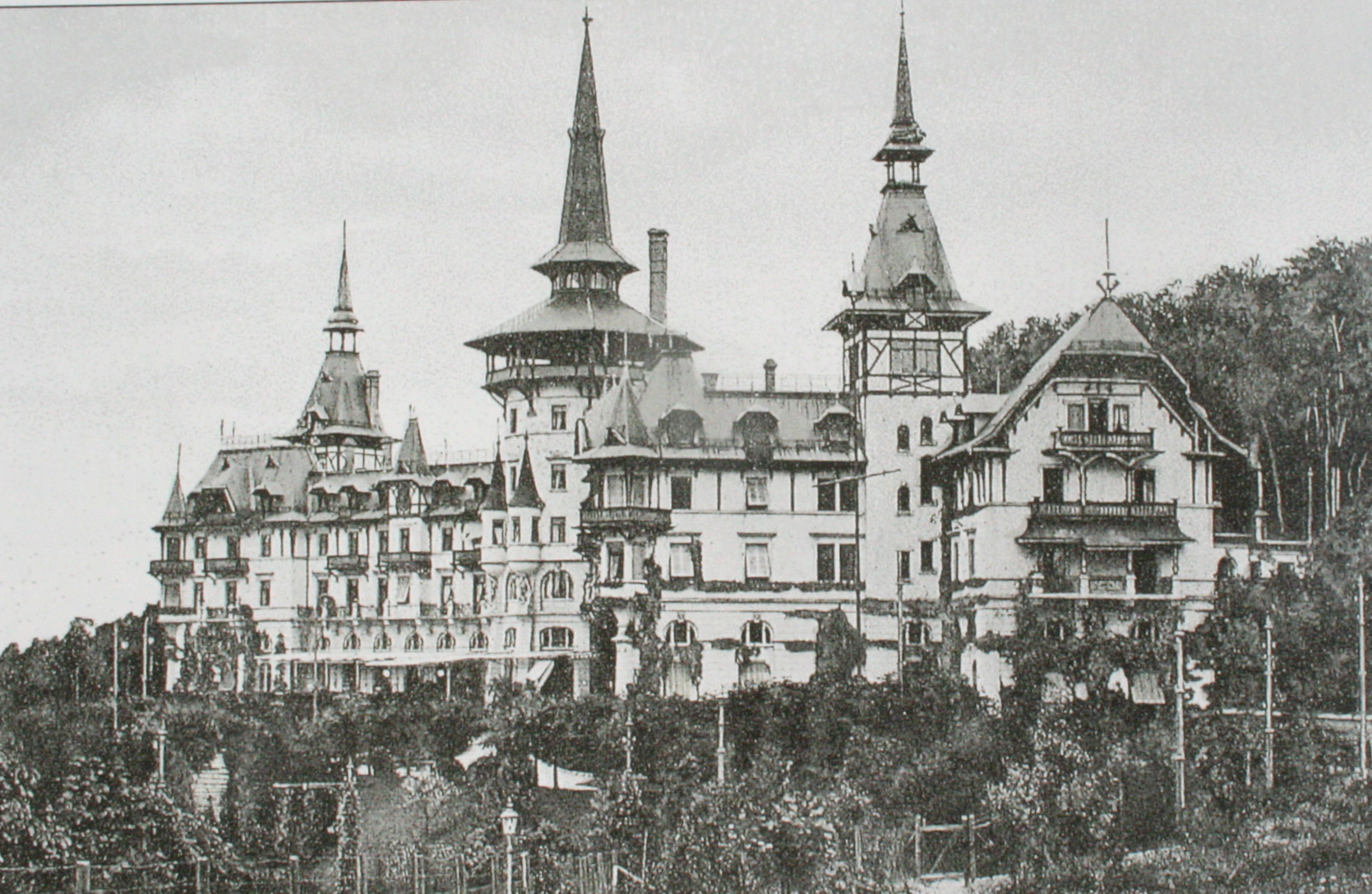
Grand Hotel Dolder, um 1905

Friedrich Maximilian Schoop (* 1871 in Frauenfeld; † 1924 in Zürich) war ein Schweizer Journalist und Hotelier.

## Leben
Friedrich Maximilian Schoop wurde 1871, vermutlich in Frauenfeld, wo seine Eltern von 1863 bis 1876 wohnten, als Sohn des Kunstpädagogen und Kunstdidaktikers Ulrich Schoop geboren. Er wurde Handelsredakteur bei der demokratischen Zürcher Post und Präsident des Grand Hotel Dolder. Seine Tochter Trudi berichtet, er sei ein angesehener und geschätzter Mann in Zürcher Intellektuellenkreisen gewesen.

### Familie
Er war verheiratet mit Emma Olga Schoop geb. Böppli (1873–1959). Sie war eine freidenkende, unkonventionelle und warmherzige Frau mit starkem Freiheits- und Lebensdrang. «Mutti Schoop» stammte von «toggenburgischen Wunderdoktoren ab. Ihr Erziehungsrezept scheint das unbeschnittene Wachstum der individuellen Persönlichkeit gewesen zu sein.»

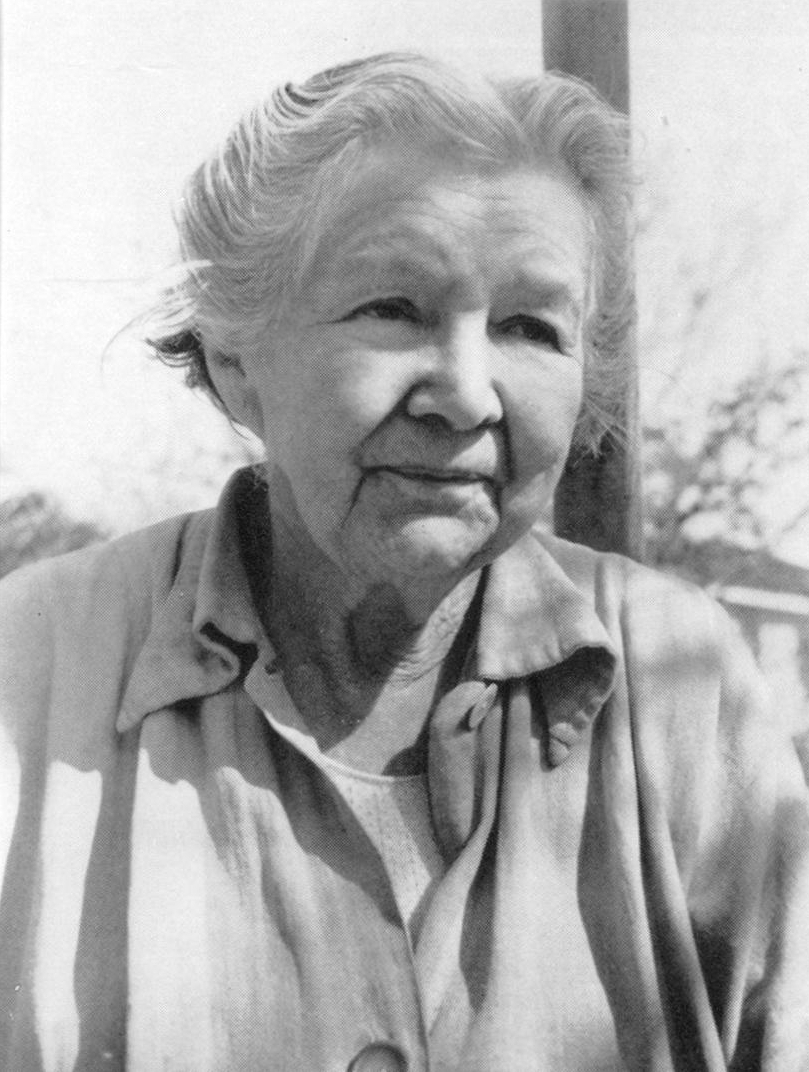
Schoops Witwe Emma Olga Schoop geb. Böppli im Alter von 84 Jahren, 1957

Die Familie wohnte am Zürichberg, wo sich auch das Hotel Dolder befand. Aus der Ehe gingen vier Kinder hervor: 
- Max Schoop (1902–1984)
- Trudi Schoop (1903–1999)
- Hedi Schoop (1906–1995)
- Paul Schoop (1909–1976)

Die Kinder wurden in einer freien Atmosphäre grossgezogen, und die Eltern förderten die künstlerische Entwicklung ihrer Kinder, die später alle künstlerische Berufe ergriffen. Friedrich Maximilian Schoop starb im Alter von 53 Jahren im Jahr 1924 als seine Kinder zwischen 17 und 22 Jahren alt waren.
1933 floh Hedi Schoop mit ihrem jüdischen Mann Friedrich Hollaender aus Deutschland und emigrierte nach Hollywood. Ihre Mutter und ihre Brüder Max und Paul folgten ihr 1939 oder 1940 in die «freiwillige Emigration» (als Schweizer Staatsbürger waren sie nicht durch die Nazis gefährdet), so dass die «wie eine Klette zusammenhaltende Familie» spätestens 1940 fast komplett wieder in Los Angeles vereint war (Trudi Schoop gesellte sich erst nach dem Tod ihres Mannes 1951 wieder zur Familie). Zum Zeitpunkt der Volkszählung 1940 wohnten die Mutter und ihre beiden noch unverheirateten Söhne Max und Paul gemeinsam in einer Mietwohnung in Los Angeles, 8764 Lookout Mountain Drive, in den Hollywood Hills.
Emma Olga Schoop wurde 86 Jahre alt. Sie überlebte ihren Mann um 35 Jahre und starb 1959 in Los Angeles.

## Fussnoten
1. ↑  #Seelig 1958, Seite 100, #Schoop 1974.
2. ↑  #Seelig 1958, Seite 100.
3. ↑  #Seelig 1958, Seite 101.
4. ↑  ancestry.com.

| Personendaten    | Personendaten                     |
| ---------------- | --------------------------------- |
| NAME             | Schoop, Friedrich Maximilian      |
| KURZBESCHREIBUNG | Schweizer Journalist und Hotelier |
| GEBURTSDATUM     | 1871                              |
| GEBURTSORT       | Frauenfeld                        |
| STERBEDATUM      | 1924                              |
| STERBEORT        | Zürich                            |